# Bengt Brunskog
Bengt Birger Artur Brunskog, född 5 maj 1920 i Fälttelegrafkårens församling i Stockholm, död 3 november 2000 i Limhamn, var en svensk skådespelare.

## Biografi
Under studietiden spelade Brunskog trummor i Simon Brehms skolorkester. Efter skolan började han vid Willy Koblancks teaterskola 1940–1941. Han engagerades vid Helsingborgs stadsteater 1943. Till Malmö stadsteater kom han 1944 som premiärelev och han medverkade i teatern invigningsuppsättning En midsommarnattsdröm samma år. Brunskog kom att förbli Malmö stadsteater trogen ända till 1987 med avbrott för kortare engagemang vid Uppsala Stadsteater, frilansarbete och en kort period vid Kungliga Dramatiska Teatern. Efter pensioneringen 1988 var han under en tid engagerad vid Länsteatern i Jönköping. Han tilldelades Teaterförbundets De Wahl-stipendium 1989.

## Filmografi
- 1941 – Fransson den förskräcklige
- 1941 – Den ljusnande framtid
- 1943 – Katrina
- 1943 – I mörkaste Småland
- 1949 – Stora Hoparegränd och himmelriket
- 1949 – Var finns händerna?
- 1949 – Människors rike
- 1949 – Brytningstider
- 1950 – Vägen går vidare...
- 1953 – Vi var några man
- 1953 – Sommaren med Monika
- 1954 – Seger i mörker
- 1954 – Bygga billigare och bygga mer
- 1957 – Synnöve Solbakken
- 1957 – Räkna med bråk
- 1957 – Sjutton år
- 1958 – Skandalskolan
- 1958 – Mannekäng i rött
- 1958 – Körkarlen
- 1958 – Linje sex
- 1958 – Vi på Väddö
- 1959 – Ryttare i blått
- 1959 – Får jag låna din fru?
- 1959 – Guldgrävarna
- 1960 – När mörkret faller
- 1961 – Medbrottslingarna
- 1963 – Brott i sol
- 1963 – Mordvapen till salu
- 1964 – Älskande par
- 1965 – Jag – en kvinna
- 1965 – Sagor från New York
- 1966 – Den ödesdigra klockan
- 1967 – Kullamannen (TV-serie)
- 1970 – De många sängarna
- 1970 – Finansiären
- 1974 – Karl XII
- 1974 – Bröderna Malm (TV-serie)
- 1975 – Pojken med guldbyxorna (TV-serie)
- 1975 – Långtradarchaufförens berättelser (TV-serie)
- 1977 – Bröderna Lejonhjärta
- 1977 – Olle Blom - Reporter (TV-serie)
- 1978 – Picassos äventyr
- 1980 – Innan vintern kommer (TV-serie)
- 1980 – N.P. Möller, fastighetsskötare (TV-serie)
- 1983 – P&B
- 1983 – Spanarna (TV-serie)
- 1983 – Lyckans ost
- 1984 – Sånt händer inte
- 1985 – Åshöjdens BK (TV-serie)
- 1986 – Skånska mord (TV-serie)
- 1988 – Kuriren (TV-serie)

## Teater

### Roller
| År   | Roll              | Produktion                                                                       | Regi                         | Teater                   |
| ---- | ----------------- | -------------------------------------------------------------------------------- | ---------------------------- | ------------------------ |
| 1944 | Tom Finley Junior | Livet är ju härligt (The Time of Your Life) William Saroyan                      | Per Knutzon                  | Helsingborgs stadsteater |
| 1944 |                   | En midsommarnattsdröm (A Midsummer Night's Dream) William Shakespeare            | Sandro Malmquist             | Malmö stadsteater        |
| 1946 |                   | Lyckan kommer Alf Henrikson                                                      | Sam Besekow                  | Malmö stadsteater        |
| 1948 |                   | Kalifens son Axel Strindberg                                                     | Gösta Folke                  | Malmö Stadsteater        |
| 1948 |                   | Vår lilla stad (Our town) Thornton Wilder                                        | Gösta Folke                  | Malmö Stadsteater        |
| 1948 |                   | Radiobragden (Radio Rescue) Charlotte B. Chorpenning                             | Georg Årlin                  | Malmö Stadsteater        |
| 1948 |                   | Lycko-Pers resa August Strindberg                                                | Gösta Folke                  | Malmö Stadsteater        |
| 1948 |                   | Drömmarnas berg (High Tor) Maxwell Anderson                                      | Gösta Folke                  | Malmö Stadsteater        |
| 1955 | Bartolomeus       | Judas (Un nommé Judas) Claude-André Puget och Pierre Bost                        | Lars Barringer               | Upsala-Gävle stadsteater |
| 1956 | Romanoff          | Romanoff och Juliet (Romanoff and Juliet) Peter Ustinov                          | Hans Dahlin                  | Nya Teatern              |
| 1959 | Tom Finley Junior | Ungdoms ljuva fågel (Sweet Bird of Youth) Tennessee Williams                     | Per Gerhard                  | Vasateatern              |
| 1962 | Krokfinger-Jakob  | Tolvskillingsoperan (Die Dreigroschenoper) Bertolt Brecht och Kurt Weill         | Gösta Folke                  | Malmö stadsteater        |
| 1963 |                   | Muren (The Wall) Millard Lampell                                                 | Lennart Olsson               | Malmö stadsteater        |
| 1963 |                   | Den inbillade sjuke (Le Malade imaginaire) Molière                               | Hans Abramson                | Malmö stadsteater        |
| 1965 |                   | Djävulens följe (The Devils) John Whiting                                        | Lennart Olsson               | Malmö stadsteater        |
| 1968 |                   | Mutter Courage och hennes barn (Mutter Courage und ihre Kinder) Bertolt Brecht   | Jan Lewin                    | Malmö stadsteater        |
| 1969 |                   | Alla har trädgård (Everything in the Garden) Edward Albee                        | Lennart Olsson               | Malmö stadsteater        |
| 1969 |                   | Drömmen om Amerika Joe Hill                                                      | Lennart Olsson               | Malmö stadsteater        |
| 1970 |                   | Tolvskillingsoperan (Die Dreigroschenoper) Bertolt Brecht och Kurt Weill         | Lennart Olsson               | Malmö stadsteater        |
| 1979 |                   | Det är väl mitt liv? (Whose Life Is It Anyway?) Brian Clark                      | Torsten Sjöholm              | Malmö stadsteater        |
| 1983 |                   | Sommar (Summer) Edward Bond                                                      | Göran Stangertz Olov Fältman | Malmö stadsteater        |
| 1986 |                   | Anne Franks dagbok (The Diary of Anne Frank) Frances Goodrich och Albert Hackett | Claes Sylwander              | Malmö stadsteater        |
| 1990 |                   | En handelsresandes död (Death of a Salesman) Arthur Miller                       | Lennart Olsson               | Malmö Stadsteater        |

## Radioteater

### Roller
| År   | Roll                         | Produktion                              | Regi           |
| ---- | ---------------------------- | --------------------------------------- | -------------- |
| 1965 | John Hillman, privatdetektiv | Den försvunne disponenten Folke Mellvig | Lennart Olsson |
| 1967 | John Hillman, privatdetektiv | Efter fem år Folke Mellvig              | Lennart Olsson |

## Priser och utmärkelser
- 1989 - De Wahl-stipendiet

### Fotnoter
1. 1 2  ”Bengt Brunskog”. Svensk Filmdatabas. http://www.sfi.se/sv/svensk-filmdatabas/Item/?type=PERSON&itemid=63279&iv=BIOGRAPHY. Läst 24 juli 2012.
2. ↑  S. B-l (10 december 1955). ”Judasdrama i Uppsala”. Dagens Nyheter:  s. 17. https://arkivet.dn.se/tidning/1955-12-10/335/17. Läst 29 januari 2022.
3. ↑  ”Romanoff och Juliet”. Musik- och Teaterbiblioteket. https://calmview.musikverk.se/CalmView/Record.aspx?src=CalmView.Performance&id=PERF14250&pos=1023. Läst 16 juli 2025.
4. ↑  Ebbe Linde (18 oktober 1956). ”Romanoff och Juliet”. Dagens Nyheter:  s. 14. https://arkivet.dn.se/tidning/1956-10-18/11164-284/14. Läst 16 juli 2025.
5. ↑  ”Ungdoms ljuva fågel”. Musikverket. http://calmview.musikverk.se/CalmView/Record.aspx?src=CalmView.Performance&id=PERF14091&pos=477. Läst 6 maj 2016.
6. ↑  ”Radioprogrammet”. Dagens Nyheter:  s. 39. 22 maj 1965. https://arkivet.dn.se/tidning/1965-05-22/137/39. Läst 19 december 2021.
7. ↑  ”Radioprogrammet”. Dagens Nyheter:  s. 39. 20 maj 1967. https://arkivet.dn.se/tidning/1967-05-20/133/39. Läst 19 december 2021.